# Varsselder
Varsselder is een Nederlands dorp met 800 inwoners, gelegen in de provincie Gelderland, in de regio’s Achterhoek en Liemers, gemeente Oude IJsselstreek. Het dorp ligt langs de doorgaande weg van 's-Heerenberg naar Ulft, direct ten westen van Ulft. Tot aan de gemeentelijke herindeling behoorde het tot de voormalige gemeente Gendringen. In 1927 is naar ontwerp van Wolter te Riele een rooms-katholieke kerk in Varsselder gebouwd, de Martelaren-van-Gorcumkerk.
Samen met de nabijgelegen buurtschap Veldhunten wordt het wel als één dorp beschouwd, Varsselder-Veldhunten. Het zijn echter twee gescheiden kernen. Varsselder wordt als buurtschap al in de 15e eeuw genoemd.

## Sport
De populairste sport in Varsselder is voetbal. De plaatselijke voetbalvereniging GWVV speelt op sportpark de Buitenham.

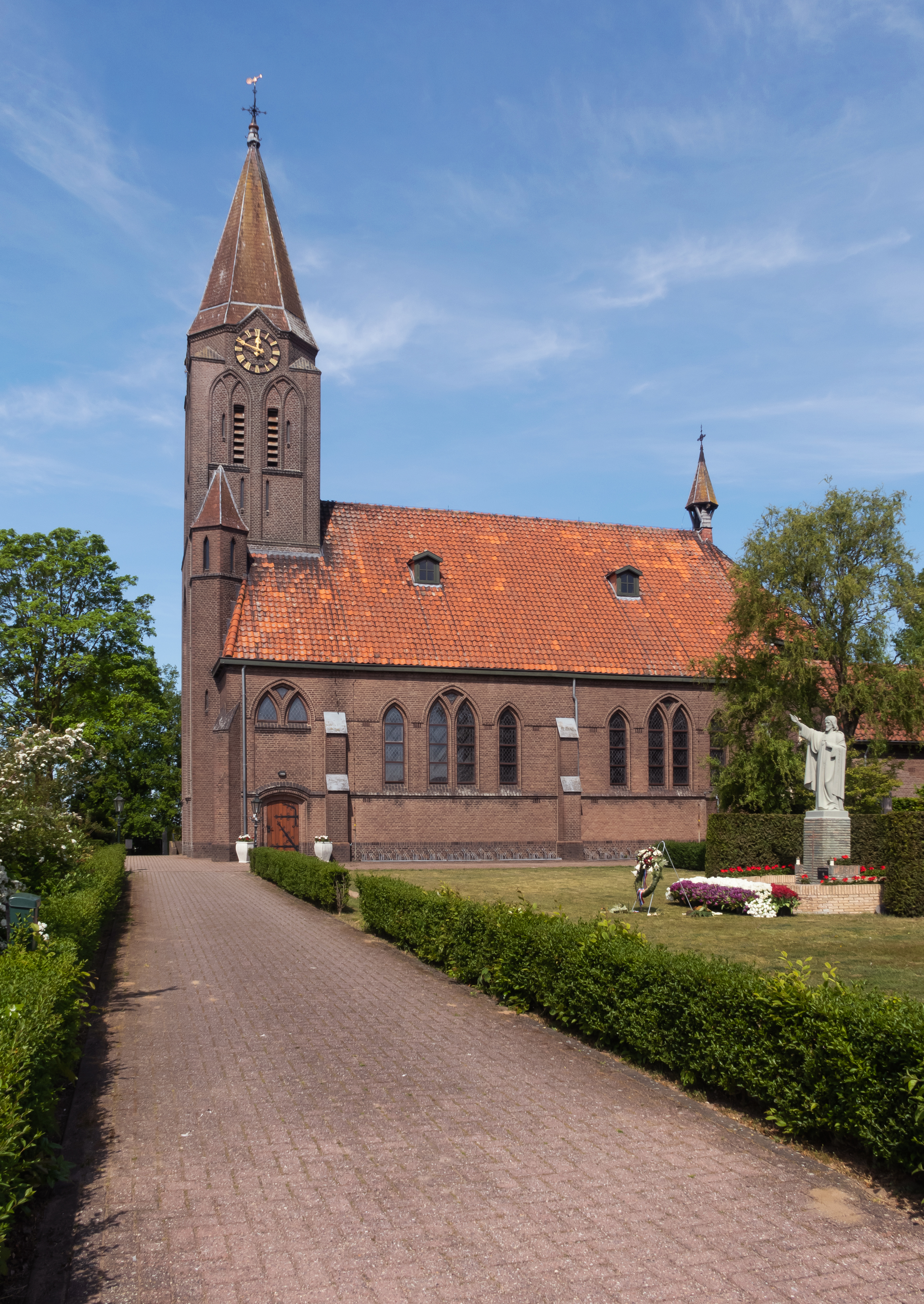
De Martelaren-van-Gorcumkerk

## Huntenpop
Sinds 1989 vond ieder jaar in augustus het Huntenpop Festival plaats. Dit evenement wordt georganiseerd door Stichting Huntenpop Belangen. Het is een popfestival met bands uit binnen- en buitenland. Sinds 2009 wordt het Huntenpop Festival gehouden in Ulft.